# Tosktjärnen (Vilhelmina socken, Lappland, 715611-156204)
Tosktjärnen är en sjö i Vilhelmina kommun i Lappland och ingår i Ångermanälvens huvudavrinningsområde.